# Malapterurus leonensis
Malapterurus leonensis es una especie de peces de la familia Malapteruridae en el orden de los Siluriformes.

## Morfología
• Los machos pueden llegar alcanzar los 15,5 cm de longitud total.
- Número de  vértebras:

39-43.

## Hábitat
Vive en las cuencas de los ríos costeros.

## Distribución geográfica
Se encuentran en África: Sierra Leona.